# Kalokairi Stin Kardia
Kalokairi Stin Kardia är debut-EP-skivan från den cypriotiska sångerskan Ivi Adamou. Den släpptes den 14 juni 2010. Den innehåller 10 låtar. Bland låtarna finns singlarna "A*G*A*P*I*", "Sose Me" och "To Mistiko Mou Na Vreis", en remix av låten "Gelaei", och karaokeversioner till två av singlarna. Låten "Kalokairi Stin Kardia" framförs tillsammans med SEDAT. EP-skivan innehåller dessutom den engelska versionen av singeln "A*G*A*P*I" som har titeln "Crashing Down".

## Låtlista
1. "A*G*A*P*I" – 3:02
2. "Sose Me" – 3:48
3. "Gelaei" – 4:01
4. "To Mistiko Mou Na Vreis" – 2:49
5. "Hameni Agapi" – 3:07
6. "Kalokairi Stin Kardia" (feat. SEDAT) – 3:43
7. "Crashing Down" – 3:02
8. "A*G*A*P*I" (karaoke) – 3:02
9. "Sose Me" (karaoke) – 3:48
10. "Gelaei" (Jus Jack Club remix) – 5:40